# Juno Awards 2004
I Juno Awards 2004 si sono tenuti a Edmonton il 4 aprile 2004.

## Categorie
Lista parziale (sono incluse le categorie più importanti). In grassetto sono indicati i vincitori.

### Artista dell'anno
- Sam Roberts
- Shawn Desman
- Céline Dion
- Nelly Furtado
- Sarah McLachlan

### Gruppo dell'anno
- Nickelback
- Barenaked Ladies
- Finger Eleven
- La Chicane
- Our Lady Peace

### Artista rivelazione dell'anno
- Michael Bublé
- Barlow
- Kazzer
- Danny Michel
- Kinnie Starr

### Gruppo rivelazione dell'anno
- Billy Talent
- The Dears
- Lillix
- Three Days Grace
- The Trews

### Juno Fan Choice Award
- Nickelback
- Céline Dion
- Avril Lavigne
- Sarah McLachlan
- Shania Twain

### Album dell'anno
- Sam Roberts - We Were Born in a Flame
- Michael Bublé - Michael Bublé
- Céline Dion - One Heart
- Nelly Furtado - Folklore
- Sarah McLachlan - Afterglow
- Nickelback - The Long Road

### Album internazionale dell'anno
- 50 Cent - Get Rich or Die Tryin'
- Christina Aguilera - Stripped
- Hilary Duff - Metamorphosis
- Evanescence - Fallen
- Rod Stewart - It Had to Be You: The Great American Songbook

### Album pop dell'anno
- Sarah McLachlan - Afterglow
- Barenaked Ladies - Everything to Everyone
- Barlow - Barlow
- Nelly Furtado - Folklore
- Lillix - Falling Uphill

### Album rock dell'anno
- Sam Roberts - We Were Born in a Flame
- Billy Talent - Billy Talent
- Danko Jones - We Sweat Blood
- Nickelback - The Long Road
- Sum 41 - Does This Look Infected?

### Album di musica alternative dell'anno
- Buck 65 - Talkin' Honky Blues
- The Constantines - Shine a Light
- Joel Plaskett Emergency - Truthfully, Truthfully
- Stars - Heart
- The Weakerthans - Reconstruction Site

### Singolo dell'anno
- Nelly Furtado - Powerless (Say What You Want)
- Billy Talent - Try Honesty
- Nickelback - Someday
- Our Lady Peace - Innocent
- Shaye - Happy Baby